# 부완혁
부완혁(夫琓爀, 1919년 3월 1일~1984년 12월 31일)은 대한민국의 관료, 언론인, 기업인이다. 미군정기 때 잠시 학계에서 활동하기도 하였고 1960년대 이후 사상계를 인수하여 맡아보기도 했다. 경성부 출신이며, 본관은 제주이다.

## 생애

### 초기 활동
경성부에서 출생했다. 경기고등학교, 1941년에 경성제국대학 법과를 졸업하고 경상북도 선산군 군수를 지내는 등 일제 강점기 말기에 조선총독부 관리로 일했다. 이때의 경력으로 인해 2008년 공개된 민족문제연구소의 친일인명사전 수록예정자 명단 중 관료 부문에 포함되었다.

### 광복 이후

#### 관료 활동
태평양 전쟁 종전 후에는 1945년 8월 15일 8.15 해방 이후 미군정 하에서 고려대학교 법과 교수로 임용되어 학계에서 잠시 활동하였다. 1948년 국무총리 이범석의 비서관이 되면서 다시 관계로 돌아갔다. 1952년에는 기획처 물동국장 및 한미합동경제위원회 사무국장을 맡았다.
1955년에 관계를 떠나 《조선일보》 논설위원이 되면서 경제 전문가 출신 언론인으로 유명해졌다. 4·19 혁명 후 조선일보 주필을 지냈고, 금융통화위원회 위원에 선임되기도 했다. 곧 5·16 군사정변이 일어나 재야로 돌아갔다.

#### 정치 활동
제3공화국에서는 《사상계》에 기고하며  문필 생활을 하였고, 1967년에는 신민당에도 입당하여 박정희에 반대하는 대표적인 인물로 활동했다. 장준하는 사상계가 경영난에 빠지자 강원용을 찾아 인수해줄 것을 요청하였으나 거절당한 뒤 그에게 사상계를 넘겼다. 그러나 강원용에 의하면 전임자인 장준하와 갈등했다고 한다.
부완혁이 사상계 발행인을 맡아 경영하던 중, 1970년에 박정희 정권의 부패를 비판한 김지하의 담시 〈오적〉으로 인해 사상계가 폐간되었다.

### 만년
1976년에는 맏사위 신선호가 설립한 율산그룹 회장을 맡아 경영인으로의 변신을 꾀했으나 회사가 해체되어 성공하지 못했다.  저서로 《신제국주의》, 《국제공산당과 세계혁명》 등이 있다.

## 같이 보기
- 이범석
- 사상계
- 장준하
- 오적 필화 사건
- 김지하
- 김동길
- 강원용
- 함석헌

## 참고자료
- 부완혁(夫琓爀) - 한국학중앙연구원